# Wipperau
Die Wipperau ist ein 35 Kilometer langer, rechter Nebenfluss der Ilmenau im niedersächsischen Landkreis Uelzen.

## Name
Das Gewässer wurde im Jahr 1353 als Wipperowe erstmals schriftlich erwähnt. Die Endung leitet sich vom mittelniederdeutschen Wort ouwe für Flussaue ab und das Bestimmungswort vermutlich vom germanischen *weip-a- „winden“.

## Geografie

### Verlauf
Die Wipperau entspringt südwestlich von Suhlendorf, im Großen Moor östlich des Wrestedter Ortsteils Ostedt. Beim Uelzener Stadtteil Oldenstadt wird die Wipperau unter dem Elbe-Seiten-Kanal hindurchgeführt, bevor sie rund einen Kilometer später nördlich der Stadt Uelzen in die Ilmenau mündet.
An der Wipperau liegen mehrere (ehemalige) Wassermühlen, darunter die Oetzmühle, die Woltersburger und die Oldenstädter Mühle.

#### Ökologie
Am 28. Juli 2016 wurde durch einen Zufall ein Bestand des in Deutschland als ausgestorben geltenden Flutenden Wasserfenchels (Fluss-Tropfkrauts; Oenanthe fluviatilis) in der Wipperau, in der Nähe der Stadt Uelzen entdeckt.